# Lionycteris spurrelli
Lionycteris spurrelli é uma espécie de morcego da família Phyllostomidae. É a única espécie descrita para o gênero Lionycteris. Pode ser encontrada na Bolívia, Brasil, Peru, Equador, Colômbia, Panamá, Venezuela, Guiana, Suriname e Guiana Francesa.